# Miłostki (film 1933)
Miłostki (niem. Liebelei, 1933) – poetycki melodramat niemiecki przedstawiający historię nieszczęśliwej miłości. Film zrealizowany w scenerii Wiednia końca XIX wieku.